# Adon Olam
Adon Olam (hebr. ‏אֲדוֹן עוֹלָם‎, Pan Świata) – hymn religijny w tradycji żydowskiej, śpiewany na zakończenie dnia, a także w czasie modlitwy Kol Nidre, rozpoczynającej liturgię Jom Kipur. Ze względu na uroczysty charakter i treść słów bywa również włączany do modlitw przy łożu śmierci. Obecnie w Izraelu śpiewany również na zakończenie porannych modlitw (szacharit). 
Autor słów nie jest znany. Tradycja przypisuje autorstwo średniowiecznemu rabinowi i filozofowi Salomonowi ben Jehuda ibn Gabirolowi, według innej wersji autorem mógł być jeden z gaonów z akademii talmudycznej w Pumbedicie - Szerira ben Chananja Gaon lub jego syn Hai ben Szerira Gaon.  Zgodnie z inną tradycją hymn napisał żyjący w I w n.e. Jochanan ben Zakkaj, a według innej utwór miałby powstać jeszcze wcześniej - nawet w okresie niewoli babilońskiej. Istnieją 
różne, bardzo liczne wersje melodii. W liturgii pojawia się od XIV wieku.
W tradycji aszkenazyjskiej składa się z 12 wersów, a w tradycji sefardyjskiej z 16 wersów. Kończy się słowami W Jego ręce oddaję ducha mego, kiedy udaję się na spoczynek i kiedy powstaję. A z moją duszą, ciało moje: Bóg jest ze mną, nie boję się niczego!.
Tekst:
| Tłumaczenie                                                                       | Transkrypcja                                    | Tekst hebrajski                      |
| --------------------------------------------------------------------------------- | ----------------------------------------------- | ------------------------------------ |
| Pan świata, który królował, zanim powstało wszelkie stworzenie                    | Adon Olam aszer malach beterem kol jecir niwra  | אֲדוֹן עוֹלָם אֲשֶׁר מָלַךְ בְּטֶרֶם כָּל יְצִיר נִבְרָא  |
| Kiedy ukończył wszystko według swojej woli, nazwano go mianem króla               | leet nasa wechefco kol, azaj melech szmo nikra. | לְעֵת נַעֲשָׂה בְחֶפְצוֹ כֹּל אֲזַי מֶלֶךְ שְׁמוֹ נִקְרָא   |
| Kiedy wszystko przeminie będzie sam królował, potężny (straszliwy).               | Weacharej kichlot hakol lewado jimloch nora     | וְאַחֲרֵי כִּכְלוֹת הַכֹּל לְבַדּוֹ יִמְלוֹךְ נוֹרָא      |
| Był i będzie, i będzie w chwale.                                                  | wehu haja wehu howe wehu jihje betifara.        | וְהוּא הָיָה וְהוּא הֹוֶה וְהוּא יִהְיֶה בְּתִפְאָרָה   |
| On jest jeden i nie ma drugiego [takiego] który byłby podobny do niego.           | Wehu echad weejn szeni lehamszil lo lehachwira  | וְהוּא אֶחָד וְאֵין שֵׁנִי לְהַמְשִׁיל לוֹ לְהַחְבִּירָה  |
| Bez początku, bez końca Jego jest moc i panowanie.                                | bli reszit, bli tachlit welo haoz wehamisra.    | בְּלִי רֵאשִׁית בְּלִי תַכְלִית וְלוֹ הָעֹז וְהַמִּשְׂרָה   |
| On jest moim Bogiem, moim odkupicielem, Opoką w chwili nieszczęścia.              | Wehu ejli wechaj goali wecur chewli beet cara   | וְהוּא אֵלִי וְחַי גּוֹאֲלִי וְצוּר חֶבְלִי בְּעֵת צָרָה |
| Jest moją sztandarem i moją ucieczką Napełni mój puchar w dniu, w którym zawołam. | wehu nisi umanos li menat kosi bejom ekra.      | וְהוּא נִסִּי וּמָנוֹס לִי מְנָת כּוֹסִי בְּיוֹם אֶקְרָא |
| W jego ręce powierzam mego ducha kiedy zasypiam i kiedy się budzę,                | Bejado afkid ruchi beet iszan weaira            | בְּיָדוֹ אַפְקִיד רוּחִי בְּעֵת אִישָׁן וְאָעִירָה      |
| A z moim duchem, moje ciało. Pan jest ze mną, nie będę się lękać.                 | weim ruchi gewijati Adonai li welo ira.         | וְעִם רוּחִי גְוִיָּתִי אֲדֹנָי לִי וְלֹא אִירָא      |